# Digitaria dioica
Digitaria dioica är en gräsart som beskrevs av Timothy John Killeen och Sulma Zulma E. Rúgolo de Agrasar. Digitaria dioica ingår i släktet fingerhirser, och familjen gräs. Inga underarter finns listade i Catalogue of Life.